# 강화읍
강화읍(江華邑)은 대한민국 인천광역시 강화군의 읍이다. 넓이는 24.96km2이고, 인구는 2020년 6월 기준으로 2만2726 명이다.

## 개요
강화군의 중심지로 도시형태의 주거 밀집 지역이며 각종 행정기관이 집결되어 있다. 또한, 고려궁지, 갑곶돈대, 강화산성 등 국난극복의 전적지가 산재해 있어 역사교육의 현장이자, 강화의 요충지로 중요한 역할을 담당하고 있다.

## 법정리
- 신문리(新門里)
- 관청리(官廳里)
- 국화리(菊花里)
- 남산리(南山里)
- 갑곳리(甲串里)
- 용정리(龍井里)
- 옥림리(玉林里)
- 월곶리(月串里)
- 대산리(大山里)

## 교육
- 갑룡초등학교
- 대월초등학교
- 강화초등학교
- 합일초등학교
- 강화중학교
- 강화여자중학교
- 강화고등학교
- 강화여자고등학교
- 덕신고등학교

## 관광
- 강화갯벌
- 대빈창해수욕장
- 뒷장술해수욕장
- 조개골해수욕장

## 문화재
- 연미정 - 인천광역시 유형문화재 제24호
- 황형 묘 - 인천광역시 기념물 제65호
- 황형 택지 - 강화군 향토유적 제3호
- 갑곶나루 선착장 석축로 - 인천광역시 기념물 제25호
- 윤집 택지 - 강화군 향토유적 제1호